# Vítkov
Město Vítkov (německy Wigstadtl, polsky Witków) se nachází ve Slezsku v okrese Opava, v Moravskoslezském kraji. Leží v terénu Vítkovské vrchoviny na úpatí Nízkého Jeseníku. Žije zde přibližně 5 500 obyvatel. Vítkov je pro jižní Opavsko obec s rozšířenou působností; její správní obvod zahrnuje 12 obcí. Městem protéká potok Čermná (přítok řeky Odry).

## Části města
Vítkov má celkem osm částí: Jelenice, Klokočov, Lhotka, Nové Těchanovice, Podhradí, Prostřední Dvůr, Vítkov a Zálužné, přičemž Jelenice jsou od území zbytku města odloučeny (tvoří jeho exklávu).
Podhradí, Prostřední Dvůr a Vítkov leží v katastrálním území Vítkov o výměře 26,68 km². Z menších osad dále leží v tomto katastrálním území mj. Annina Dolina a Nýtek. Katastrální území Nové Těchanovice obsahuje i část Zálužné a naopak součástí Klokočova je malé katastrální území Hadinka, které bylo od 1. ledna 2016 vyloučeno z vojenského újezdu Libavá.[zdroj?]

## Historie

### Vznik města a raná historie
Vítkov byl založen spolu s hradem Vikštejnem patrně ve 2. polovině 13. století Vítkem z Kravař. První písemná zmínka je z roku 1301 na listině v Budišově nad Budišovkou ve věci soudní příslušnosti obce Dolejší Kunčice, aby „brala naučení v soudních sporech“ u městského soudu ve Vítkově. Král Ludvík Jagellonský udělil Vítkovu v roce 1523 právo výročního trhu. Město včetně hradu Vikštejna a okolních obcí přecházelo do rukou různých majitelů, mezi něž patřili Bírkové z Násile, Planknarové z Kynšperka a Oderští z Lídeřova. V letech 1713–1714 dal tehdejší majitel vítkovského panství F. K. Wipplar z Ulschitz postavit barokní zámeček na Horní Vsi u Vítkova (později součást areálu nemocnice). V roce 1776 byl hrad Vikštejn opuštěn a záhy se přeměnil ve zříceninu.[zdroj?]

### Historie města v 19. stol.
V roce 1802 zakoupil vítkovské panství Emanuel Záviš z Osenic a v roce 1875 jej koupilo samotné město Vítkov. To však zde již existoval magistrát a město bylo součástí opavského okresu.[zdroj?] Roku 1891 byla vybudována železniční trať vedoucí z Budišova nad Budiškovkou přes Vítkov do Suchdola nad Odrou.

### Druhá světová válka
V roce 1938 byl převážně německý Vítkov připojen k nacistické Třetí říši v rámci Sudet. Na konci druhé světové války bylo město osvobozeno dne 4. května 1945. Při dělostřelbě byl poškozen farní kostel, ostatní škody nebyly příliš rozsáhlé. Až několik dní po příchodu Rudé armády vyhořela polovina náměstí a několik domů v přilehlých ulicích, včetně hasičské zbrojnice. Za oběť požáru padla i radnice, kde shořela prakticky veškerá registratura městského úřadu. Pachatelé nebyli zjištěni a pozadí tohoto činu oficiálně objasněno nebylo. Dochované přihlášky válečných škod naznačují, že Rusové (sověti) často ničili vše, co nemohli pobrat.[zdroj?] Bilance škod je tragická: 45 budov bylo zcela zničeno, 22 těžce poškozeno. Byly to vesměs budovy, kde byly soustředěny obchody a živnosti. V době od 31. března do 23. října 1946 byli odsunuti vítkovští občané německé národnosti, jednalo se celkem o 3395 osob. Město zabydlovali noví osídlenci.[zdroj?]

### Jan Zajíc
Dne 3. července 1950 se zde narodil Jan Zajíc, jenž se 25. února 1969 na protest proti okupaci vojsky Varšavské smlouvy upálil v průjezdu domu č. p. 39 na Václavském náměstí. Po Janu Zajícovi je pojmenováno vítkovské náměstí. Událost zachycuje film Ve jménu života Vašeho, hořím!

### Žhářský útok ve Vítkově
Dne 19. dubna 2009 došlo v obci ke žhářskému útoku na dům obydlený romskou rodinou. Při útoku došlo k závažnému popálení obyvatel, včetně dvouletého dítěte. Při útoku nebyl nikdo usmrcen. V srpnu téhož roku obvinila policie za tento čin čtyři členy organizace Autonomní nacionalisté. Právně byl útok klasifikován jako pokus o vraždu

## Pamětihodnosti

### Hřbitovní kostel Nanebevzetí Panny Marie
Hřbitovní kostel Nanebevzetí Panny Marie je jednolodní architektura v raně barokním stylu z počátku 17. století. Avšak podle nejstarších kronik je možné datovat základy hřbitovního kostela k osídlení Vítkova, tj. do poloviny 13. století (asi r. 1268). První kostel byl dřevěný a několikrát vyhořel. Na jeho místě byl postaven kostel kamenný. Za vpádu Dánů asi v r. 1625 byl vypleněn. Na jeho místě byl postaven kostel s funkcí tvrze, kde se při útoku nepřátel mohli obyvatelé Vítkova schovat. Pro tuto hypotézu svědčí okna v podobě střílen na východní straně kostela. Podle tradice bylo z věže tohoto kostela vidět na hradby hradu Vikštejna. Avšak během 19. století jej opět dvakrát stihl požár (v roce 1830 a 1860). Po každém z nich však byl kostel znovu opraven. V osmdesátých letech 20. století farář František Pevný přestavěl interiér v duchu závěrů druhého vatikánského koncilu do dnešní podoby.

### Farní kostel Nanebevzetí Panny Marie

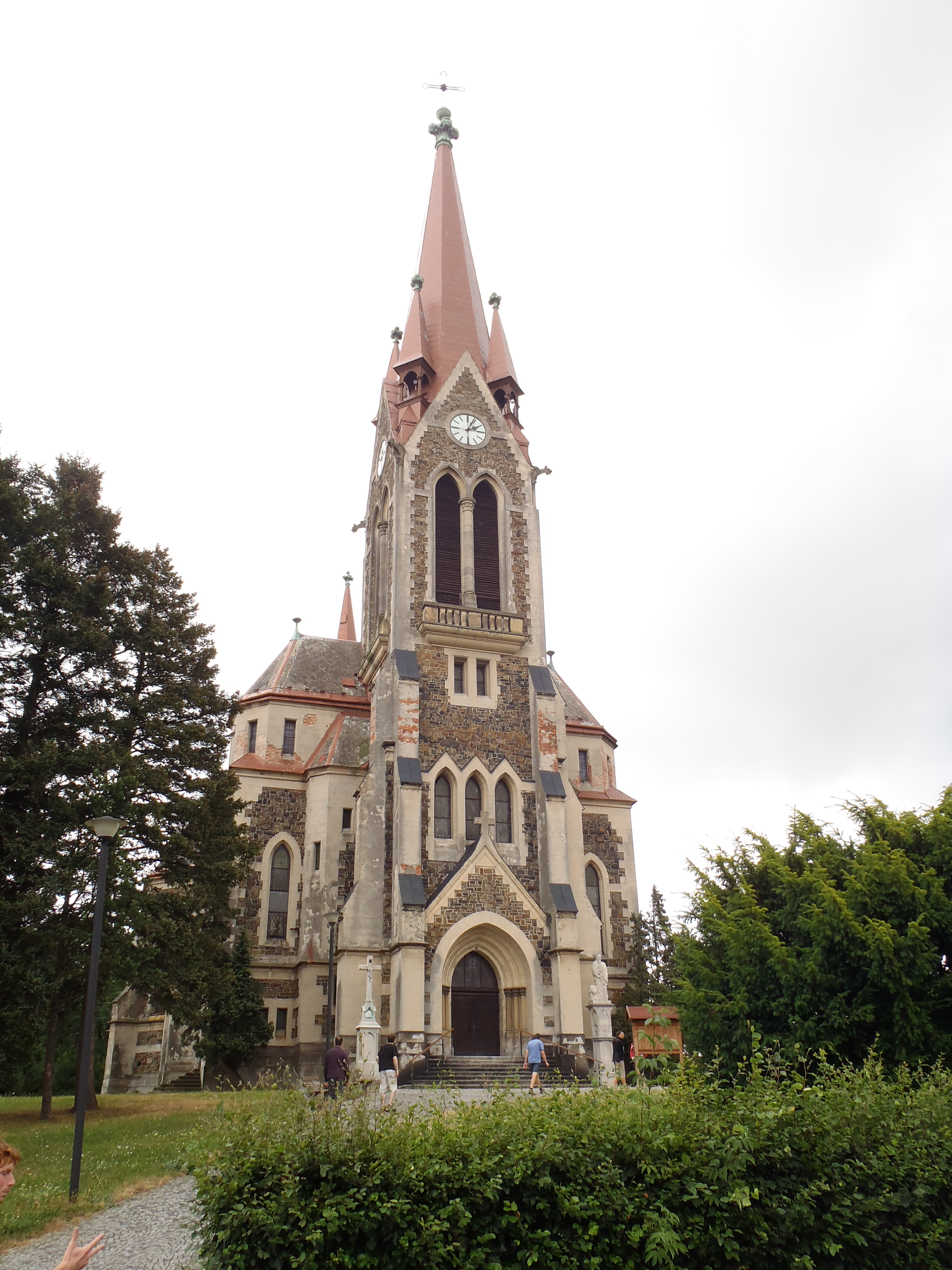
Vítkovský farní kostel Nanebevzetí Panny Marie

Druhý kostel ve Vítkově je postaven v novogotickém stylu. S pozemními pracemi bylo započato 27. září 1909 podle plánu architekta Václava Mattusche z Vejprt. Počátkem roku 1914 byla stavba kostela již dokončena, avšak první světová válka brzdila opatřování vnitřního zařízení, takže teprve 15. října 1918 mohl být chrám vysvěcen. Kostel je postaven ve tvaru kříže, což je typické pro starou i novou gotiku. Má jednu hlavní loď s vysoko žebrovanou klenbou, která je zhotovena z jutového materiálu máčeného v sádře a je zavěšena na železné nosníky upevněné u krovu. Vedle hlavní lodi jsou dvě boční, které jsou podstatně nižší, každá má boční oltář. Zvláštností je to, že kostel je stavěn z místního kamene, a to hlavně z toho, který se získal při kopání základů. Chrám je prostorný, světlý, příjemný, pojme 2 000 osob. Pro tyto přednosti je nazýván „vítkovskou katedrálou“. Pro okna byly zvoleny světlé tóny skel, které na rozdíl od staré gotiky vnitřek kostela zjasňují, takže zde není ta typická šerost a vznešené přítmí. Ve vstupním prostoru kostela je umístěna vzpomínková tabule vojáků padlých za 1. světové války (později byla doplněna také vzpomínka na padlé z druhé světové války).
Na konci druhé světové války byl kostel poškozen dělostřeleckou palbou. Jeden granát urazil rameno kamenného kříže nad střechou, jiný rozbil okna, přičemž tlak vzduchu vyrazil mnoho tabulí malovaných oken. Chrám však byl opraven ze sbírek a státního příspěvku. 20. června 1946 se v opraveném kostele slavilo první Boží tělo a 28. září v den svátku národního světce sv. Václava byl tento chrám znovu vysvěcen, neboť byl znesvěcen ruskými (sovětskými) vojáky, kteří zde měli ustájeny koně.
28. dubna 1994 byl farní kostel, socha sv. Marka a městský park prohlášeny za kulturní památku.

### Socha sv. Marka u vchodu do farního kostela
Na pravé straně vchodu do farního kostela je instalována socha sv. Marka. Svatý Marek je vytesán z bílého kamene jako důstojný muž středních let s plnovousem, jak se na evangelistu sluší. Na sobě má dlouhé, umně zřasené roucho, jaké se nosilo v době starověku. U nohou mu leží okřídlený lev (křídla lva lze uvidět, když se podíváte na sochu zezadu). Socha byla v roce 1861 postavena na náměstí na paměť velkého moru (1856). Za druhé světové války nacisté z rasistických důvodů sochu z náměstí odstranili, protože sv. Marek byl Žid. Dlouhá léta ležela socha v místním kamenictví. Až 16. 10. 1987 byla znovu postavena u tohoto kostela a tak opět našla své důstojné místo.

### Socha Ježíše Krista na hřbitově
Socha Ježíše Krista stojící na vítkovském hřbitově je odlita z bronzu. V roce 1905 ji vytvořil vítkovský rodák Josef Mühr, jehož jméno je na soše vyryto.
Socha stojí na podstavci a představuje výraznou dominantu hřbitova. Svůj podíl na tom má jednak umístění sochy uprostřed hřbitova, jednak talent autora, který vystihl podstatné rysy Kristovy složité povahy. Socha představuje vysokého a štíhlého muže, který má na sobě jednoduchý, splývavý oděv. Ten zakrývá celou postavu od ramen až k chodidlům. Kristus je bos na znamení pokory, kterou celý život zdůrazňoval. Oděv je bez jakýchkoliv ozdob. Kristův obličej má výrazný profil a laskavý výraz. Tvář je ušlechtilá, ale pohublá, jako u člověka, kterého něco velmi tíží a zavazuje. S hlavou mírně nakloněnou kupředu a rozpřaženýma rukama vzbuzuje dojem, jako by se chystal lidem sdělit něco velice důležitého: „Já jsem vzkříšení a život. Kdo věří ve mne, i když umřel, bude žít, a žádný, kdo žije a věří ve mne, neumřel navěky.“

### Další památky
- Kamenný kříž, kvalitní kamenická práce, datovaná nápisem z roku 1827 u hřbitovního kostela
- Socha svatého Floriána u farní zahrady v ulici Hřbitovní
- Pomník J. H. Pestalozziho u základní školy v Opavské ulici
- Busta hudebního skladatele, básníka a rakouského ministerského rady Eduarda Schöna s pseudonymem E. S. Engelsberg (1825–1879) stojící v městském parku
- Úpravna vody (také známé jako Vodárna) v místní části Podhradí
- Boží muka u silnice k Čermné

### Památné stromy
- Lípa ve Vítkově
- Vítkovská lípa

## Doprava
Ve městě Vítkov leží stejnojmenná stanice, která se nachází na železniční trati Suchdol nad Odrou – Budišov nad Budišovkou. Dále zde prochází tyto pozemní komunikace: silnice II/442 a silnice II/462.

## Partnerská města
- Kalety, Polsko
- Vrbové, Slovensko